# Coordinadora Revolucionaria de Masas
La Coordinadora Revolucionaria de Masas fue una agrupación unitaria salvadoreña fundada el 11 de enero de 1980 para coordinar los esfuerzos de las organizaciones de masas surgidas en El Salvador a principios de los años setenta. Sus integrantes fueron (por orden de fundación) el Frente de Acción Popular Unificada (FAPU, 1974), el Bloque Popular Revolucionario (BPR, 1975) y las Ligas Populares "28 de Febrero" (LP-28, 1977), a las que se sumó el frente abierto del Partido Comunista Salvadoreño, la Unión Democrática Nacionalista, hasta entonces un partido electoral que, con los socialdemócratas del Movimiento Nacional Revolucionario y el Partido Demócrata Cristiano (El Salvador), formaba la Unión Nacional Opositora. Posteriormente se sumaría a la CRM el Movimiento de Liberación Popular.

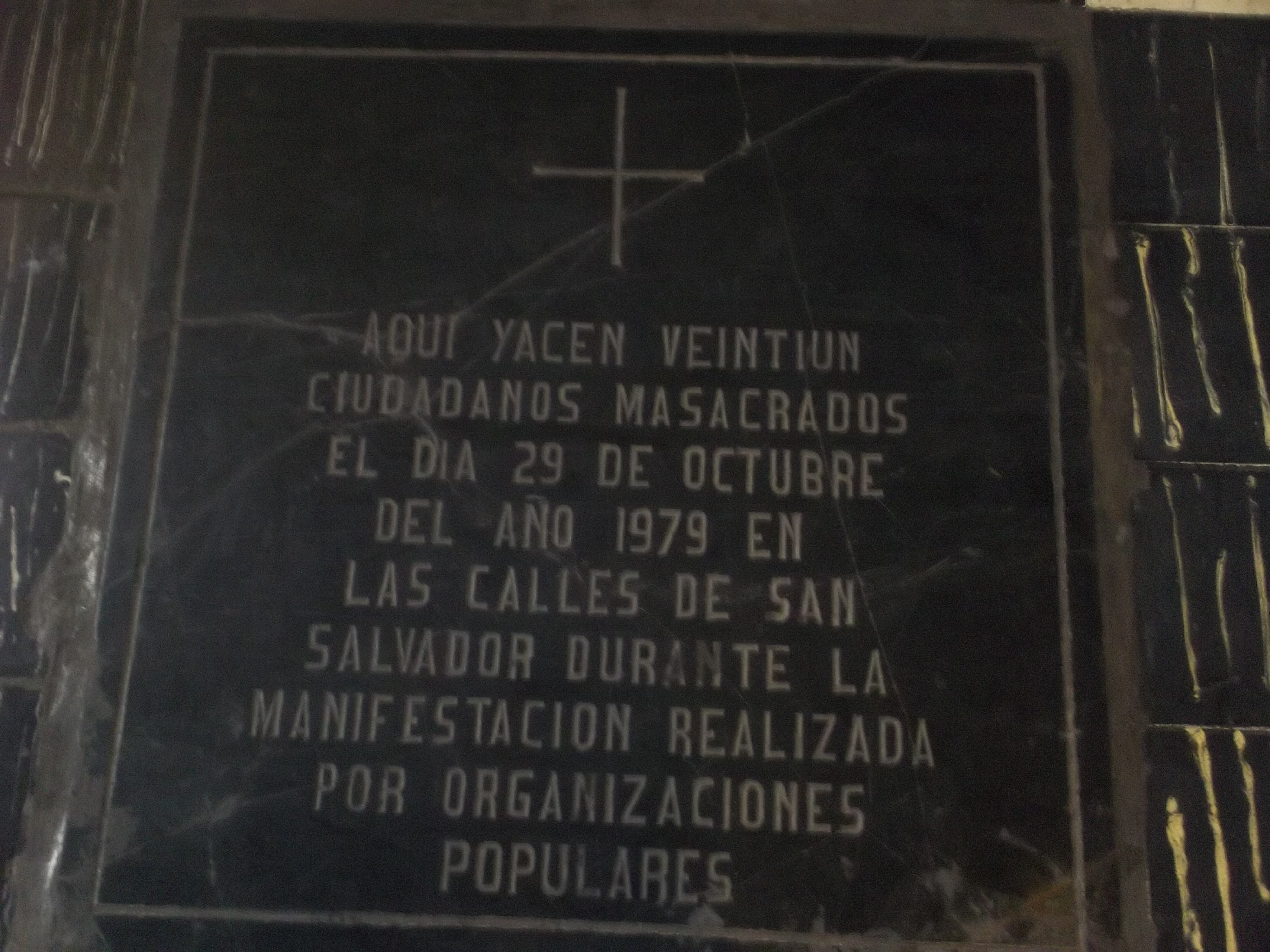
Placa en memoria de personas que perdieron sus vidas en manifestaciones populares Tales como CRM, FMLN FAPU a la Resistencia Nacional, el BPR a las Fuerzas Populares de Liberación "Farabundo Martí", las Ligas Populares "28 de Febrero" al Ejército Revolucionario del Pueblo (El Salvador), la UDN al PCS y el MLP al Partido Revolucionario de los Trabajadores Centroamericanos.

Aunque la CRM buscaba desembocar en un mando unificado para las acciones de masas, apoyadas por las organizaciones político-militares, solo logró la coordinación de algunas acciones, y su historia fue corta, debido a la violenta represión a la que fue sometida por parte de los organismos de seguridad del gobierno, en ese entonces detentado por la Junta Revolucionaria de Gobierno. La mayor acción de su historia fue la manifestación realizada el 22 de enero de 1980, en conmemoración del levantamiento indígena y campesino de 1932. Entre 200,000 y 350,000 personas (según diferentes conteos) ocuparon la calle ese día, en un país a la postre de cinco millones de habitantes. Los cuerpos de seguridad del régimen atacaron la marcha con francotiradores ubicados en el Palacio Nacional y otros edificios del centro de San Salvador, contra los contingentes que encabezaban la manifestación: los del FAPU y la UDN. Los contingentes del BPR y las LP-28 ni siquiera comenzaron a marchar cuando la marcha debió disolverse.
Las marchas posteriores de la CRM, menos espectaculares pero aun así numerosas, fueron dispersadas con especial saña por la Guardia Nacional, la Policía de Hacienda, la Policía Nacional y paramilitares. La última gran concentración de la CRM ocurrió el 24 de marzo de 1980, durante los funerales del arzobispo de San Salvador, Óscar Arnulfo Romero, asesinado una semana antes. La represión fue tan brutal que las masas comenzaron a abandonar las calles, y la CRM se mantuvo como un organismo de coordinación de acciones de sindicatos, grupos estudiantiles, campesinos y populares. Sus últimas acciones se dieron durante la fallida ofensiva general de 1981. Los grupos de masas fueron desarticulados por las organizaciones político-militares, y sus cuadros más importantes y muchos militantes pasaron a formar parte de las estructuras armadas.
Cada organización de la CRM respondía a una organización político-militar: el FAPU a la Resistencia Nacional, el BPR a las Fuerzas Populares de Liberación "Farabundo Martí", las Ligas Populares "28 de Febrero" al Ejército Revolucionario del Pueblo (El Salvador), la UDN al PCS y el MLP al Partido Revolucionario de los Trabajadores Centroamericanos.

## Organizaciones integrantes de la CRM
- Frente de Acción Popular Unificada (FAPU, creado en 1974).
  - Federación Nacional Sindical de Trabajadores Salvadoreños (FENASTRAS).
  - Movimiento Revolucionario Campesino (MRC).
  - Frente Universitario de Estudiantes Universitarios "Salvador Allende" (FUERSA).
  - Asociación Revolucionaria de Estudiantes de Secundaria (ARDES).
  - Organización de Maestros Revolucionarios (OMR).
  - Vanguardia Proletaria (VP).
  - Sectores Comunales (SC).
  - Movimiento de Intelectuales Revolucionarios (MIR).

- Bloque Popular Revolucionario (BPR, creado en 1975 con grupos escindidos del FAPU).
  - Unión de Trabajadores del Campo (UTC).
  - Federación Cristiana de Campesinos Salvadoreños (FECCAS).
  - Asociación Nacional de Educadores Salvadoreños (ANDES 21 de junio).
  - Unión de Pobladores de Tugurios (UPT).
  - Movimiento de Estudiantes Revolucionarios de Secundaria (MERS).
  - Fuerzas Universitarias Revolucionarias "30 de Julio" (FUR-30).
  - Universitarios Revolucionarios "19 de julio" (UR-19).
  - Comité Coordinador de Sindicatos (CCS).
  - Movimiento de la Cultura Popular (MCP).

- Ligas Populares 28 de febrero (LP-28, fundadas en 1977).
  - Ligas Populares Campesinas (LPC).
  - Ligas Populares de Secundaria (LPS).
  - Ligas Populares Obreras (LPO).
  - Asociación de Usuarios y Trabajadores de los Mercados de El Salvador(ASUTRAMES).
  - Comités de Barrios LP-28.

- Unión Democrática Nacionalista (UDN, fundada en 1969).
  - Asociación de Estudiantes de Secundaria (AES).
  - Frente de Acción Universitaria (FAE).
  - Asociación de Trabajadores Agrícolas y Campesinos de El Salvador (ATACES).
  - Federación Unitaria Sindical Salvadoreña (FUSS).
  - Confederación Unitaria de Trabajadores Salvadoreños (CUTS).
  - Federación de Sindicatos de Trabajadores de la Industria del Alimento, Vestido, Textil, Similares y Conexos de El Salvador (FESTIAVSTCES).

- Movimiento de Liberación Popular (MLP, creado en 1979, antes conocido como Ligas para la Liberación o Liga para la Liberación).
  - Brigada de Trabajadores del Campo (BTC).
  - Comité de Bases Obreras (BCO).
  - Brigada Revolucionaria de Estudiantes de Secundaria (BRES).
  - Ligas para la Liberación (LL).